# Милан Миловановић (научник)
Др Милан В. Миловановић (Дреновац код Параћина, 14. новембар 1919 – Београд, 21. децембар 1996) био је српски научник, биолог вирусолог.

## Школовање
Рођен је 1919. године, на дан Св. Козме и Дамјана (св. Врачи - лекарска слава) у селу Дреновац код Параћина, од оца Војислава и мајке Милосаве.
Родио се као најстарији од петоро деце у земљорадничкој породици средњег имовног стања.
Након завршетка основне школе, 1930, по наговору учитеља и свештеника, отац га је одвео у најближе место са гимназијом, Ћуприју. Сматрали су да је надпросечне интелигенције и да је као такав потребно да настави школовање.
Био је одличан ученик, освајао је у више наврата Светосавску награду. Родитељи су га издржавати првих година, али убрзо је давајући часове математике успео да сам себе издржава.
По завршетку гимназије 1938. желео је да студира техничке науке, али није имао материјалне могућности. Зато је директор гимназије у Ћуприји званично у име гимназије покушао код неких министарстава у Београду да му обезбеди стипендију.
Како то није било изводљиво, препоручено му је да конкурише при Министарству војске и морнарице јер су имали стипендије за медицинске студије. Након конкурса и пријемног испита за питомца Министарства војске примљен је 1938. године.
Студирајући медицину највише га је интересовала микробиологија. Након капитулације 1941. године распоређен је као лаборант на бактериолошком одељењу ондашње Главне Војне Болнице у Београду. Крајем 1941. Централни Хигијенски Завод организовао је екипе за сузбијање пегавца на територији окупиране Србије. Са још неким колегама одређен је као дезинфектор где је радио до септембра 1944.
Од септембра 1944. ступио је у НОБ где је радио као епидемиолог дивизије све до новембра 1945. Радио је под руководством искусних епидемиолога Др Б. Живковића и Др М. Араницког. Његова 45. дивизија у то време доживела је епидемију тифуса.
То је и описао на конгресу епидемиолога јуна 1945. Његов рад „Епидемија пегавца у 45. Дивизији и њено сузбијање употребом ДДТ“ био је веома запажен иако је био једини студент учесник међу лекарима.
Од 1945. враћа се у Београд да заврши студије (до марта 1948). Радио је за то време као студент демонстратор на Микробиолошком институту Медицинског Факултета.
Од децембра 1947. до краја студија марта 1948. ради као препаратор на бактериолошком одељењу Савезног епидемиолошког института у Београду. По дипломирању ради као лекар на бактериолошком одељењу овог института.

## Научни рад
Од 1948. до 1955. почиње и специјализацију из бактериологије. Радио је са Др А. Терзином који је боравио на Харварду у САД.
Године 1950. оснива се Одељење за вирусологију и имунобиологију и он постаје лекар одељења. Са Др Терзином започиње прва вирусолошка испитивања са респираторним вирусима.
Године 1953. уводи се култура ткива у дијагностици вирусних обољења. Користи се за изоловање вируса и за серолошке пробе. Први пут су изоловани и типизирани сојеви полиовируса, као и изоловање ЕЦХО вируса.
Вирусолошко одељење Хигијенског Института НР Србије од 1954. радио је потпуну дијагностику полио вируса. Долазили су да уче културу ткива и колеге из Загреба и Љубљане.
Рад на полиу је цењен од стране руководства здравствене службе те му је додељена стипендија Светске Здравствене организације за вирусологију.
Од 1955. до 1957. ради у Лабораторији Др Ендерса, Нобеловца са Харварда у Бостону, САД. Ради на Полио вирусу, изоловању из крви и даје предлог да се врши адаптација морбили вируса на пилећем ембриону. Упознаје и остварује контакт са Др Сејбином. Познанство и сарадња са њим ће омогућити да се касније добије његова жива полио вакцина у Југославији.
На Хигијенски Институт враћа се да ради 1957. године, а 1960. припремио је морбили вакцину, адаптирану на пилећем ембриону. Примењена је у многим земљама у оквиру пројеката Светске Здравствене Организације.
Године 1959. добија Седмојулску награду Народне Републике Србије за научни рад у коме дао решење гајења вируса морбила у пилећем ембриону.
Године 1961. избија епидемија полио (дечја парализа) вируса. Он успева да од Др Сејбина добије живу полио вакцину за вакцинацију и сузбијању епидемије у Крагујевцу. Од тада се и користи код нас.
Светска Здравствена Организација га 1963. ангажује за вирусолога у Бразилу са циљем да образује кадрове из ове области. Радио је на Институту Освалдо Круз ("Institut Oswaldo Cruz").
Учествовао је на Првој међународној конференцији за вакцине у Вашингтону, САД од 07. до 11. новембра 1967. где је одржаван годишњи апликациони курс из вирусологије, (врста последипломских студија) намењен лекарима, ветеринарима, биолозима, фармацеутима и биомедицинарима и именован је за професора вирусологије.
Учествово је као консултант у комисијама за примену полио и морбили вакцине. У Бразилу је боравио до 1968.
Од 1968-1972. године прелази са СЗО у Мексико где ради у Државном Институту за Вирусе ("Instituto Nacional de virologia"). Углавном је обављао исте послове осим што су и припремани кадрови за производњу вакцине полио и морбила.
На позив Института Торлак враћа се на старо радно место 1972. како би ојачао вирусологију (Др Борђоски је одлазио у пензију) и како би се реорганизовала производња морбили вакцине.
Године 1977. год. прелази на Инфективну Клинику Медицинског факултета у Београду и оснива вирусолошку лабортарију.
Иако званично одлази у пензију 1984. године, остаје и даље активан са својим радом у лабораторији Инфективне Клинике све до неколико месеци пред смрт 21. децембра 1996.
Вероватно да је његов највећи прилог светској вирусологији била адапција морбила у пилећем ембриону што је условило производњу данашње морбили вакцине која се даје свугде у свету.
Класични уџбеници вирусологије, епидемиологије, инфективних болести и монографије о морбили га цитирају. 
Он је оставио траг не само у српској медицини већ и у свету.

## Породичне прилике
Са својом супругом Драгицом одгајили су три кћери, а оне им подариле пет унучади.